# حسنعلی علی‌پور
حسنعلی علیپور (زاده ۳۰ آذر ۱۳۱۷ – درگذشته ۱۴ تیر ۱۳۸۹) خیر مدرسه‌ساز اردبیلی بود که پس از آنکه طی ۴۰ سال اقامت در اروپا و از راه تجارت فرش ثروتی اندوخت، به ایران بازگشت و ده‌ها مدرسه و بناهای خیریه دیگر با هزینه شخصی ساخت و به وزارت آموزش و پرورش هدیه کرد. بسیاری از مدارس ساخته شده توسط او در نقاط روستایی و محروم استان اردبیل بنا شده و ده‌ها هزار نفر در مدارس وی تحصیل کرده‌اند. وی به احترام ۷۲ نفر از یاران امام حسین، ۷۲ عدد مدرسه ساخت و وقف کرد. او تمام دارایی خود را از جمله آخرین خانه محل سکونت خویش را هم در راه مدرسه سازی و صرف امور خیریه بخشید.

## زندگی
حسن‌علی متولد شب یلدای سال ۱۳۱۷ خورشیدی در روستای دیجوجین واقع در استان اردبیل بود. در میانه جنگ جهانی دوم  مهاجری به نام "میر علی بیگ" از آذربایجان شوروی به روستا آمده بود مدرسه ای کاهگلی در روستا تاسیس کرد و حسنعلی به آن مدرسه رفت. پس از پایان جنگ جهانی، و بدتر شدن وضع اقتصادی مردم، پدر حسنعلی "مرادعلی" نیز ورشکسته شد. ولی با تلاش مادر، او توانست تا سال یازدهم (یک سال پیش از دیپلم) به تحصیل ادامه دهد. ابتدا به عنوان تکنسین هواپیما در نیروی هوایی مشغول به کار میشود ولی به خاطر روحیه ناسازگارش آن کار را ترک میکند. سپس به دعوت یکی از آشنایان به آلمان مهاجرت میکند. چهارسال و نیم در کنار آشنای خود در آلمان به کار تجارت فرش آشنا میشود و پس از آن مستقل میشود و مغازه‌ای در فرانکفورت اجاره میکند و به تدریج ثروتی می اندوزد.
او چهل سال در اروپا زندگی کرد و یکی دو هفته پس از انقلاب ۱۳۵۷ به ایران بازگشت و تا پایان عمر در ایران به امور خیریه پرداخت. همسر او سَریه بایرامی چکان نیز مانند او به امور خیریه علاقه‌مند است. آن ها هیچ‌وقت صاحب فرزندی نشدند. اما همه دانش‌آموزانی که در مدارس آن‌ها درس می‌خواندند را فرزندان خود می‌دانستند.

## امور خیریه
مدتی پیش از بازگشت به ایران، هزینه بازسازی مسجد روستا را برای برادر خود ارسال کرد. پس از ساخت مسجد، درمانگاه، غسالخانه و حمامی در روستای خود ساخت. سپس به ساخت یک مسجد در مرز میان ایران و آذربایجان روی آورد. در این مقطع همه زندگی و کسب و کار خود در آلمان را فروخت و به ایران بازگشت.
از سال ۱۳۶۴ مدرسه سازی را آغاز نمود. تا سال ۱۳۸۳ خورشیدی موفق شد ۷۲ مدرسه در روستاهای اردبیل بسازد. بعضی از این مدارس در روستاهایی ساخته شد که راهی برای بردن مصالح وجود نداشت و به ناچار با الاغ و قاطر مصالح لازم برای ساخت مدارس به محل ساخت برده می‌شد. او در مجموع و تا پایان عمر ۲۶۹ کلاس درس ساخته‌است.
در واقع او تمام دارایی خود را برای ساخت مدارس، مساجد، غسالخانه، درمان‌گاه و راه‌های روستایی هزینه کرد. وی حتی آپارتمان بزرگ خود در ولنجک را نیز به نام سازمان نوسازی، توسعه و تجهیز مدارس کشور کرده ولی همسرش تا پایان عمر حق استفاده از آن را دارد.

## بیماری و مرگ
حسن‌علی علیپور در روز شانزدهم اردیبهشت ۱۳۸۹ به دلیل سکته مغزی در بیمارستان علوی اردبیل بستری شد و مورد عیادت خیرین مدرسه ساز تهران و مسئولین استان قرار گرفت. سرانجام در ۱۴ تیرماه ۱۳۸۹ در همان مکان درگذشت.
با آنکه او وصیت کرده بود که پس از مرگ در یکی از دورافتاده‌ترین مدارس و زیر محل عبور دانش‌آموزان دفن شود، ولی سرانجام پیکرش در بهشت زهرای اردبیل دفن شد.
حمیدرضا حاجی‌بابایی وزیر آموزش و پرورش در پیامی درگذشت او را تسلیت گفت. همچنین امام جمعه اردبیل به مناسبت درگذشت او پیامی صادر کرد، کاظم صدیقی امام جمعه تهران در مراسم بزرگداشت او سخنرانی کرد، محمود احمدی‌نژاد درگذشت او را به خانواده و دوستان او تسلیت گفت، مرتضی حاجی در مراسم بزرگداشت او شرکت کرد و شورای عالی آموزش و پرورش نیز به مناسبت درگذشت او اطلاعیه‌ای صادر کرد. همچنین در سال ۱۳۹۰ مراسم سالگرد درگذشت او با حضور مسئولان استانی و کشوری برگزار شد.

## تقدیرها
در سال ۱۳۸۹ تندیس حسن علی پور توسط ودود موذن، پسرِ سلیم موذن زاده اردبیلی ساخته شد و در ورودی آموزش و پرورش استان اردبیل نصب شد. یک سال قبل و در سال ۱۳۸۸ میدانی در شهر اردبیل به نام وی نامگذاری شد. میدان حسن‌علی علیپور در شهر اردبیل و در خیابان دانشگاه روبروی ستاد مرکزی نیروی انتظامی در ورودی شهرک سبلان واقع است
علی پور در نخستین دوره آئین نکوداشت خیرین مدرسه‌ساز به عنوان خیر ارشد مدرسه ساز مورد نکوداشت قرار گرفت که هنگام دریافت نشان نقره خورشید خیران، نشان خود را به موزه آستان قدس رضوی اهدا کرد. محمود احمدی‌نژاد در زمان حیات وی نشان خورشید خیرین کشور ایران را به او داد.
استاندار اردبیل پیش از درگذشت وی خواهان وارد شدن داستان زندگی وی به کتاب‌های درسی شده‌است. وزارت آموزش و پرورش نیز با نگارش کتابی درباره زندگی وی و توزیع رایگان این کتاب در میان دانش‌آموزان، تلاش کرده تا وی را بیشتر معرفی کند. مدارسی به نام وی و همسر او ساخته و نامگذاری شده‌است. همچنین لوح‌های سپاس گوناگونی به وی اهدا شده‌است.